# Jaroslav Hájek
Jaroslav Hájek (Poděbrady, 4 de fevereiro de 1926 — Praga, 10 de junho de 1974) foi um matemático tcheco.
Obteve um doutorado em 1955 na Academia de Ciências da Tchecoslováquia, orientado por Josef Novák.

## Obras
- General Probability & Mathematical Statistics - Collected Works of Jaroslav Hajek